# Otdel de Ekaterinodar
El otdel de Ekaterinodar (del ruso: Екатеринодарский отдел) fue una división administrativa territorial del óblast de Kubán del Imperio ruso y del óblast de Kubán-Mar Negro de la República Socialista Federativa Soviética de Rusia dentro de la Unión de Repúblicas Socialistas Soviéticas, que existió entre 1869 y 1924. Tenía una superficie de 6 141.3 verstas cuadradas. En 1897 tenía 245 173 habitantes. Su centro administrativo era la ciudad de Ekaterinodar.
Ocupaba la parte central-meridional del óblast, haciendo frontera a través del Cáucaso con la gubernia de Chernomore al sur. El río Kubán dividía el distrito en dos secciones: la norte (Chernomore), poblada por asentamientos y stanitsas de los cosacos del Mar Negro; y la sur, ocupada por aules de los pueblos adigué, y stanitsas cosacas. La zona norte correspondía a las llanuras fértiles del Kubán y la sur a las vertientes septentrionales del Cáucaso, marcada por los valles de los cursos superiores de los afluentes del Kubán, Afips, Psékups y Apchas.
Correspondería a los actuales territorios de las ciudades de Krasnodar y Goriachi Kliuch, los raiones de Séverskaya y Dinskaya, y parte del de Ust-Labinsk del krai de Krasnodar y los raiones de Tajtamukái y Teuchezh de la república de Adiguesia.
Sus principales localidades eran (población en 1897): Ekaterinodar (65 606), Vasiúrinskaya (5 710), Vorónezhskaya (3 246), Goriachi Kliuch, Dinskaya (10 000), Kalúzhskaya (2 236), Kirpílskaya, Ládozhskaya (6 118), Novotítarovskaya (7 896), Páshkovskaya (11 237), Plastunóvskaya (7 525), Riazánskaya (5 067), Séverskaya (3 737), Starokórsunskaya (8 000) y Ust-Labínskaya (5 423).

## Historia

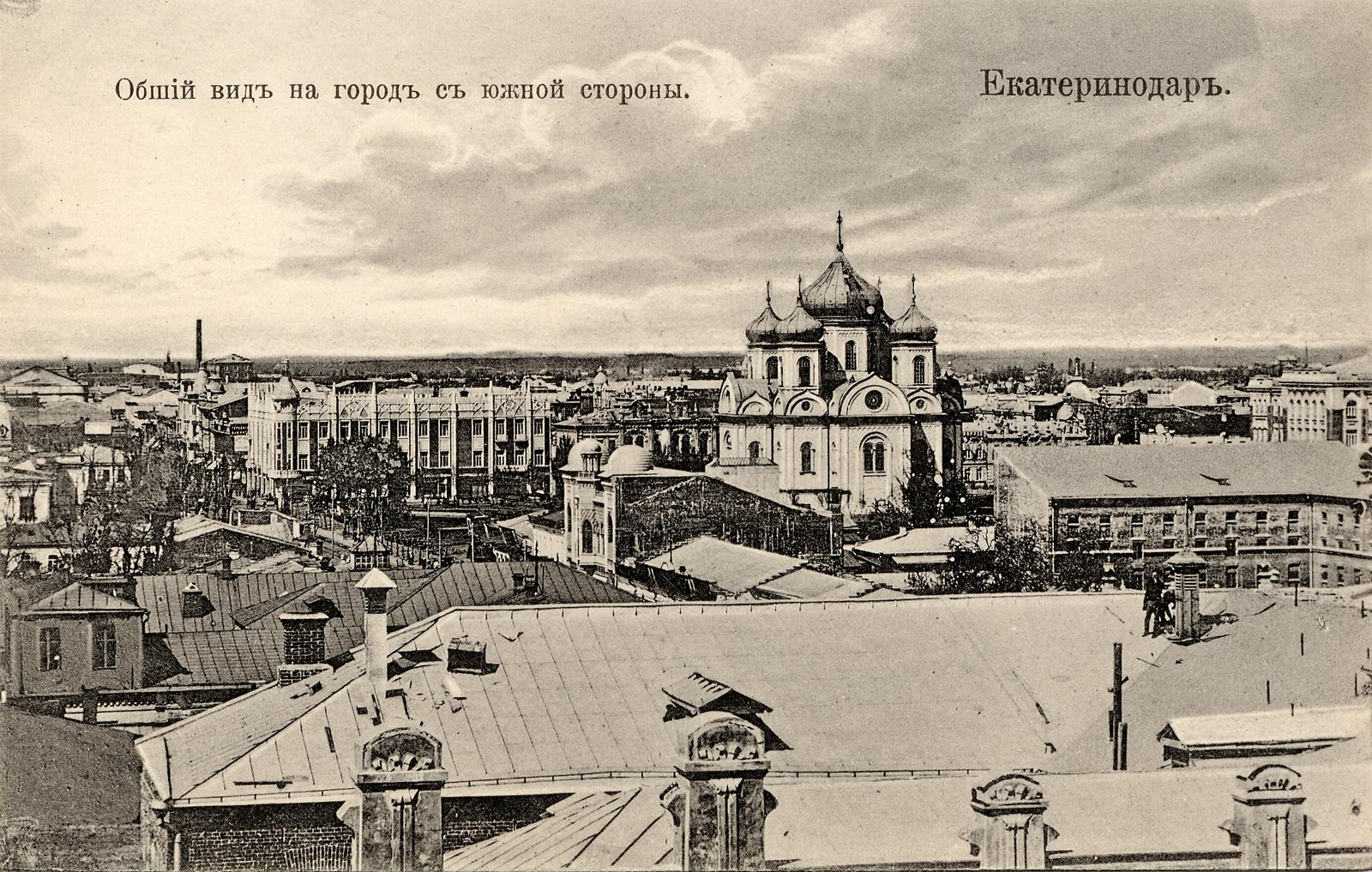
Fotografía de Ekaterinodar a principios de la década de 1900.

El otdel fue fundado en 1869 como uyedz de Ekaterinodar. El 27 de enero de 1876, parte de su territorio fue dividido entre los recientemente creados otdel Zakubanski y otdel de Kavkázskaya. Desde 1888 tuvo el nombre de otdel de Ekaterinodar.
Tras el establecimiento del poder soviético en marzo de 1920 fue asignado al recién formado óblast de Kubán-Mar Negro. El otdel fue rebautizado como otdel de Krasnodar, al cambiar el nombre de Ekaterinodar. El 27 de julio de 1922, en parte de este otdel y del de Maikop fue fundado el Óblast Autónomo Circasiano (Adigué) con centro administrativo en Krasnodar.
En 1924, con la disolución del óblast de Kubán-Mar Negro, la mayor parte del territorio del distrito pasó al ókrug de Kubán del óblast del Sudeste.

## División administrativa
El 26 de enero de 1923, el otdel estaba dividido en 27 volosts:
- Beisúgskaya,
- Briujovétskaya,
- Vasiúrinskaya,
- Výselkovskaya,
- Georgíyefipskaya,
- Goriachekliuchevskaya,
- Dinskaya,
- Yelizavétinskaya,
- Ilskaya,
- Kirpílskaya,
- Korenovskaya,
- Ládozhskaya,
- Martanskaya,
- Márianskaya,
- Medvédovskaya,
- Nekrásovskaya,
- Novovelichkovskaya,
- Novotítarovskaya,
- Páshkovskaya,
- Plastunóvskaya,
- Platnírovskaya,
- Sarátovskaya,
- Séverskaya,
- Smolénskaya,
- Starokórsunskaya,
- Timashovskaya,
- Ust-Labinskaya.

## Economía
El 86 % de la población se dedicaba a la agricultura. Además del cultivo de cereales, tenían importancia la viticultura y la horticultura. En cuanto a la ganadería, cabe destacar la cría de caballos, ganado bovino, ovejas y cabras, cerdos, búfalos, mulos y asnos. También tenía importancia económica la apicultura.